# Нобель (археологія)
Нобель — група стоянок середньокам'яної доби з однаковим крем'яним матеріалом біля села Нобель Зарічненського району Рівненської області.
За Нобельською стоянкою виділено нобельську групу свідерської культури.
Багатошарові стоянки Нобель-I, -II, -III, та -IV розташовані в урочищах Заборок та Піддяче, на піщаних дюнах правого берега річки Прип'ять.

## Дослідження
Нобель-I був відкритий у 1930-х роках. Перший розкоп за часів Польщі був закладений у 1938 році Г. С. Круковським, матеріали якого не збереглися.
За радянської доби у 1966 році розкопки проводилися В. Ф. Ісаєнком, а у 1972—1975 роках — Р. Т. Грибовичем. Згодом стоянку досліджував Дмитро Телегін.

## Нобель-І
Нобель-І знаходиться на рівні заплавної тераси Нобельського озера, яка є великою лагуною у водопіллі Прип'яті. Висота стоянки над літнім рівнем озера — 4-5 метрів.
Культурний шар знаходиться у нижній частині родючого ґрунту та в його підоснові, перекритий товстим шаром намитого піску.
Було виявлено декілька вогнищ відкритого типу, у поперечнику 1.,4 м та потужністю у центрі до 8-10 см. Одне вогнище було оточене вертикально вкопаними каменями.
Крем'яні вироби були переважно зосереджені біля вогнищ. За 1972-1973 роки було виявлено 6500 кременів.
Нуклеуси косоплощинні з однобічним сколом. Платівки переважно середніх розмірів. 64,1 % знарядь виготовлено з платівок. У якості ножів широко використовувалися платівки й сколи з ретушшю. Скребачки складають 34,9 %. Різці складають 19,6 % й переважно виготовлялися з платівок. Присутні верболисті й черешкові вістря на платівках та сокири з перехватом.